# Olympische Winterspiele 1972/Skilanglauf – 3 × 5 km (Frauen)
Die 3 × 5-km-Skilanglaufstaffel der Frauen bei den Olympischen Winterspielen 1972 fand am 12. Februar 1972 in Sapporo statt. Olympiasieger wurde die sowjetische Staffel mit Ljubow Muchatschowa, Alewtina Oljunina und Galina Kulakowa. Die Silbermedaille ging an die Staffel aus Finnland, Bronze an Norwegen.

## Daten
- Datum: 12. Februar 1972, 9:40 Uhr
- Höhenunterschied: 43 m
- Maximalanstieg: 37 m
- Totalanstieg: 126 m
- 33 Teilnehmerinnen aus 11 Ländern, alle in der Wertung

## Ergebnisse
| Platz | #  | Land / Sportlerinnen                                              | Zeit (min)                                          |
| ----- | -- | ----------------------------------------------------------------- | --------------------------------------------------- |
| 1     | 01 | Sowjetunion Ljubow Muchatschowa Alewtina Oljunina Galina Kulakowa | 48:46,15 min 16:49,20 min 16:30,91 min 15:26,04 min |
| 2     | 03 | Finnland Helena Takalo Hilkka Kuntola Marjatta Kajosmaa           | 49:19,37 min 17:04,93 min 16:41,67 min 15:32,77 min |
| 3     | 04 | Norwegen Inger Aufles Aslaug Dahl Berit Mørdre                    | 49:51,49 min 17:36,75 min 16:34,87 min 15:39,87 min |
| 4     | 06 | BR Deutschland Monika Mrklas Ingrid Rothfuß Michaela Endler       | 50:25,61 min 17:40,22 min 17:06,50 min 15:38,89 min |
| 5     | 02 | DDR Gabriele Haupt Renate Fischer Anna Unger                      | 50:28,45 min 17:37,32 min 16:49,56 min 16:01,57 min |
| 6     | 05 | Tschechoslowakei Alena Bartošová Helena Šikolová Milena Cillerová | 51:16,16 min 17:35,77 min 17:06,47 min 16:33,92 min |
| 7     | 08 | Polen Anna Gębala-Duraj Józefa Chromik Weronika Budny             | 51:49,13 min 18:21,93 min 17:15,45 min 16:11,75 min |
| 8     | 07 | Schweden Meeri Bodelid Eva Olsson Birgitta Lindqvist              | 51:51,84 min 18:32,24 min 17:09,91 min 16:09,89 min |
| 9     | 09 | Japan Tokiko Ōzeki Hiroko Takahashi Hideko Saitō                  | 53:20,75 min 18:30,54 min 17:51,41 min 16:58,80 min |
| 10    | 11 | Kanada Shirley Firth Sharon Firth Roseanne Allen                  | 53:37,82 min 18:39,47 min 17:37,29 min 17:21,06 min |
| 11    | 10 | Vereinigte Staaten Barbara Britch Alison Owen Martha Rockwell     | 53:38,60 min 18:48,54 min 18:33,66 min 16:16,40 min |